# Križarka razreda Freedom
Freedom je razred treh potniških križark, ki so jih zgradili v finski ladjedelnici Perno (Turki) za ameriško družbo Royal Caribbean International. MS Freedom of the Seas je bil leta 2006 največja potniška ladja na svetu po gros tonaži (GT) in številu potnikov. Kasneje, leta 2009, ji je naziv vzela MS Oasis of the Seas, prav tako zgrajena v tej ladjedelnici. 
V razredu so ladje MS Freedom of the Seas, MS Independence of the Seas, Liberty of the Seas.